# チャイロツキヒメハエトリ
チャイロツキヒメハエトリ（学名: Sayornis saya）は、スズメ目タイランチョウ科に分類される鳥類の一種。

## 分布
新北区に生息する。